# Floriano (Piauí)
Floriano é um município brasileiro do estado do Piauí. De acordo com o Censo Demográfico de 2022 sua população é de 62.036 habitantes, ficando no 5º lugar de cidades mais populosas do Piauí. Situa-se na Zona Fisiográfica do Médio Parnaíba, à margem direita desse mesmo rio, em frente à cidade de Barão de Grajaú, Maranhão. A cidade fica a 240 km da capital do estado do Piauí, Teresina. Sua altitude é de 140 metros e o clima é quente e seco, no verão, e úmido na época das chuvas. Acidentes geográficos do município incluem o Rio Parnaíba, que banha a cidade e o município em toda sua extensão. Passam pela cidade os rios Gurgueia e Itaueira.

## Etimologia
Na sua fundação, foi elevada à categoria de cidade, e recebeu seu nome em homenagem ao ex-presidente da República Marechal Floriano Peixoto.
O nome "Floriano" vem do Latim Florianus, nome de um imperador romano do século III, que, por sua vez, com o sufixo "-anus", significa "pertencente a Flora", que pode possivelmente se referir a deusa greco-romana da primavera, Flora.

## História

### Período Colonial
A cidade de Floriano é originária de quatro antigas sesmarias, a maioria doada a Domingos Afonso Mafrense, em 1676. Foi ele o responsável pela implantação das primeiras fazendas, com o cultivo da cana-de-açúcar e pecuária extensiva – que depois veio a se estabelecer como atividade mais importante.
Com a morte de Mafrense, trinta de suas fazendas foram doadas aos jesuítas, que as administraram. Os jesuítas foram expulsos das fazendas em 1760 e as terras passaram para o Estado, atingindo significativo crescimento.

### Império

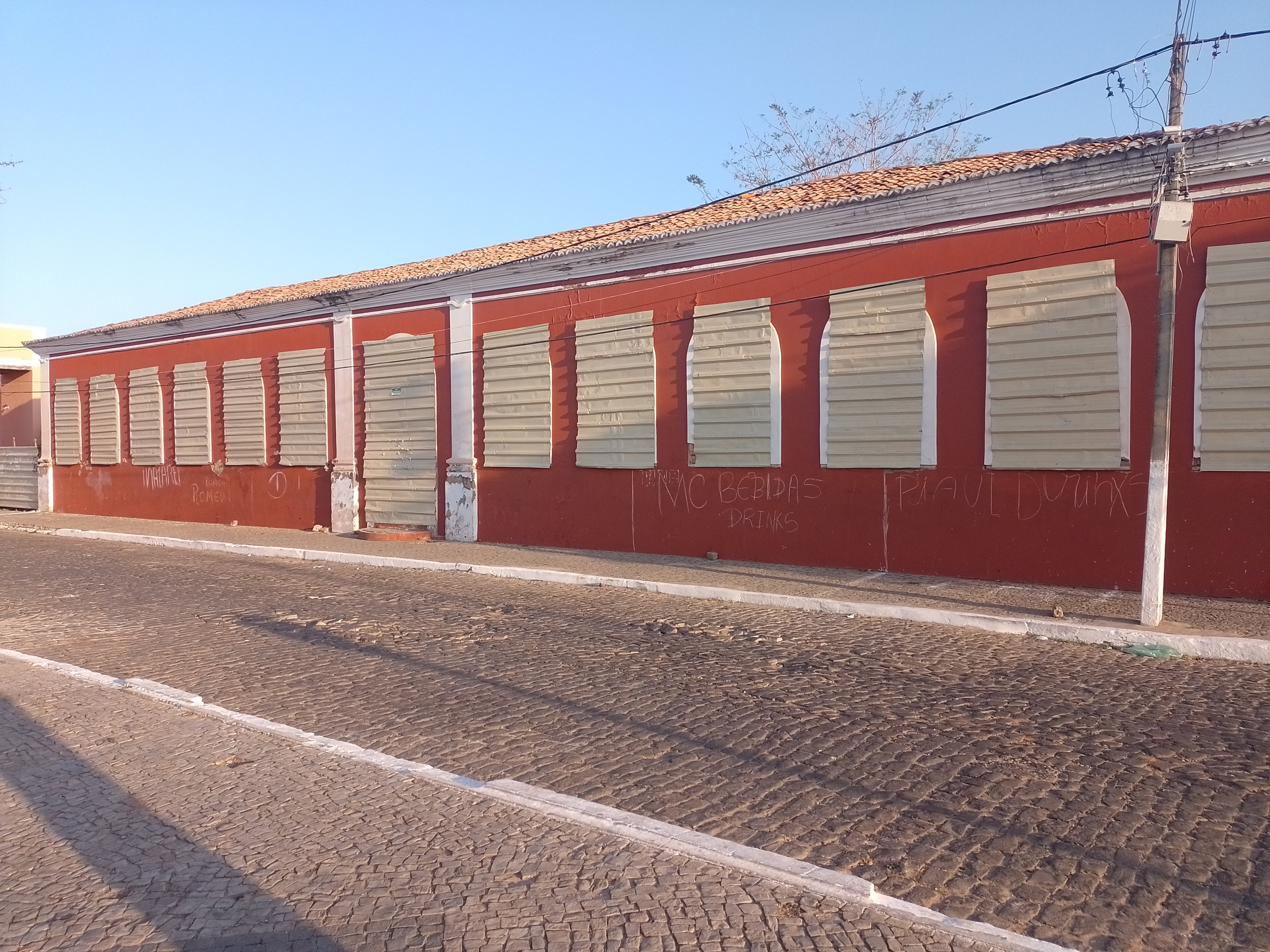
Estabelecimento Rural São Pedro de Alcântara, atualmente interditado e vandalizado.

Historicamente, a cidade foi fundada pelo agrônomo Francisco Parentes, que lá inaugurou a primeira escola de agronomia das Américas, o Estabelecimento Rural São Pedro de Alcântara, em 1873. Essa instituição se destinava à educação de filhos de escravos de ambos os gêneros, órfãos e libertos pela Lei do Ventre Livre.
Ao final da década de 1890 foram chegando habitantes de outras localidades, e o lugar ocupado por eles foi se desenvolvendo, se expandindo por ruas executadas segundo planejamento tal qual o de Teresina, a pedido do Ministério da Agricultura. Dessa forma se estabelecia uma versão primitiva do núcleo urbano do que iria se tornar Floriano, próximo à atual Igreja Matriz.

### República

#### Primeira República
Em 1890, o então povoado foi elevado à condição de vila, recebendo o nome de Vila da Colônia de São Pedro de Alcântara, e em 1897 à categoria de cidade, se tornando Floriano, em homenagem ao ex-presidente da República Marechal Floriano Peixoto. A chegada dos árabes mercantilistas e a navegação fluvial também contribuiu significativamente para o desenvolvimento da cidade. Em 1915, foi projetada a estrada de rodagem Floriano-Oeiras, que interligou as regiões do interior do estado com Floriano, assim garantindo a comunicação, por meio do Rio Parnaíba, com o norte do estado. Floriano então se tornava um importante ponto de embarque e desembarque de passageiros e mercadorias.
Devido a sua posição geográfica, Floriano passou a ser um ponto de convergência do comércio do sul do Piauí. Vale ressaltar, também, a importância do transporte fluvial através do Rio Parnaíba, feito pelos Vapores desde a segunda metade do século XIX, continuou a atuar em Floriano no século XX.
Nos terrenos do Estabelecimento Rural, foi inaugurada, em 1924, uma nova usina elétrica chamada Usina Maria Bonita, cujo nome se dá devido a um motor antigo apelidado de "Lampião". Constituía, inicialmente, uma pequena capela da então Colônia de São Pedro de Alcântara, que foi desativada e substituída pela usina.
De 1929 a 1930 foi feita a estrada que liga Floriano a Itaueira, que funcionou com meio de transporte para a a produção agrícola da região. Além de projetos de arborização e embelezamento da cidade.

#### Era Vargas
Em 1933 foi feito o primeiro calçamento de Floriano, cobrindo toda a extensão da Avenida João Luiz Ferreira e parte da Praça Sebastião Martins, com o objetivo de de facilitar o transporte das carroças que demandavam a beira do rio em busca de mercadorias.

#### República Nova
Em 1959 foram implantados os primeiros serviços de telefonia e abastecimento de água da cidade, e, nesse mesmo ano, foi construído o Aeroporto Cangapara. Entretanto, apenas após a década de 1970 que Floriano definiu sua atual configuração urbana, com a criação de novos bairros e ruas, ampliando os limites da cidade.
Adições à cidade incluem a criação do anel viário, eletrificação e urbanização do bairro Taboca, doação de terrenos para a construção dos conjuntos habitacionais Hermes Pacheco e Paraíso, e abertura de Ruas como José Nogueira, Anfilófio Melo, Joaquina Freitas, Veras de Holanda, João Pereira a oeste da zona urbana, em lugares previamente ocupado por terrenos pastoris. Devido a essas mudanças se intensificou a expansão em direção ao anel, alcançando bairros como Irapuã I e Irapuã II.

## Cultura

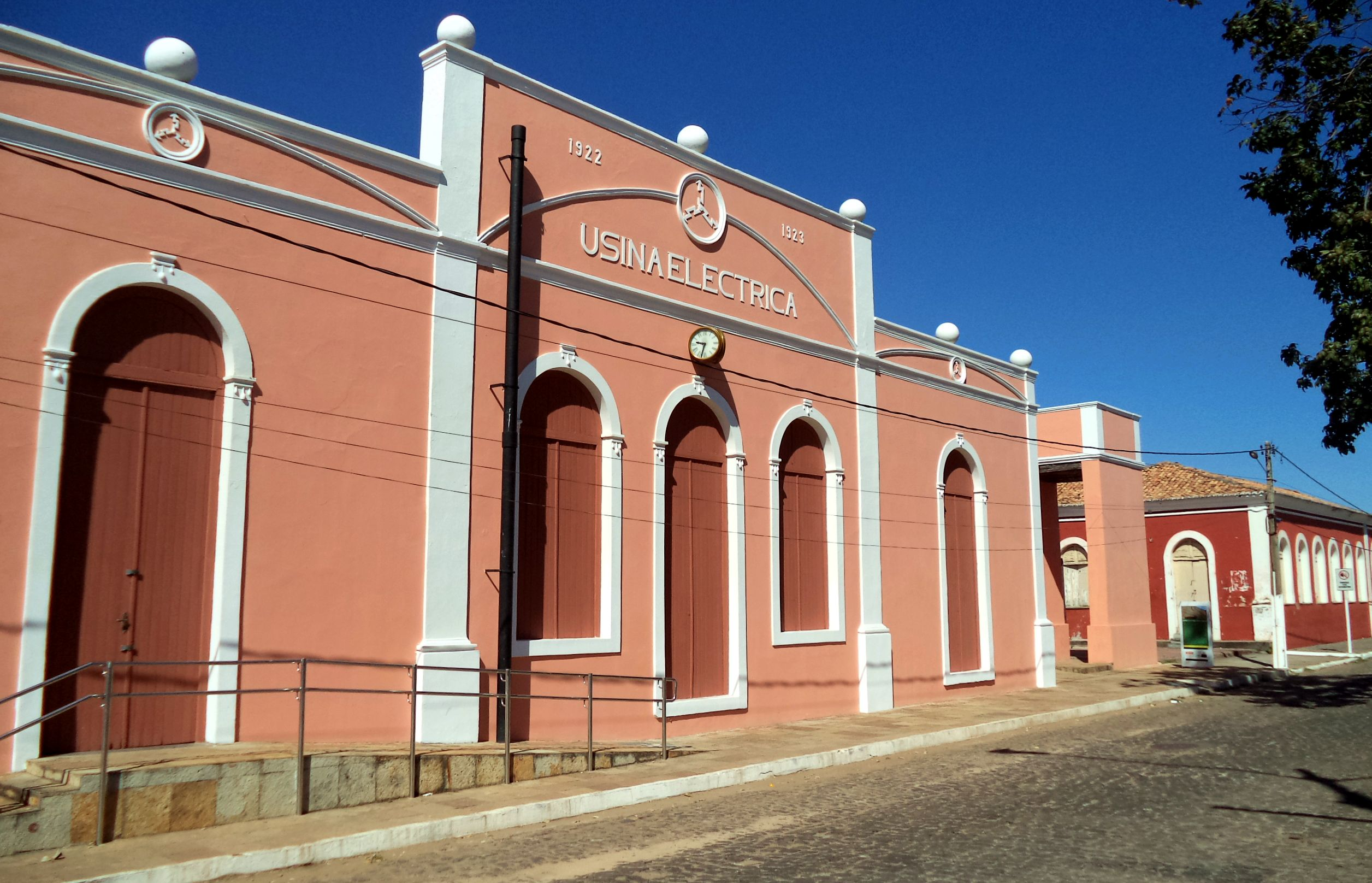
Espaço Cultural Maria Bonita

### Folclore
Fazem parte do rico folclore florianense dois tipos distintos de herança: a oriunda dos colonizadores portugueses, dos indígenas e dos negros, e aquela herdada dos imigrantes árabes. Nesta se enquadram figuras como o "Seu" Salomão Mazuad, Calixto Lôbo, David Kreit, Elias Oka, Faiz Salim, Gabriel Zarur, Millad Kalume, Dra. Josefina Demes e outros, cada um sendo a personificação de uma característica inerente ao povo árabe, positiva ou não. Naquela temos o Cavalo Piancó, o Pastoril, o Cabeça de Cuia, a porca do dente de ouro.

### Museus e Teatros
Há o Museu do Automóvel de Floriano e o Espaço Cultural Maria Bonita (museu e teatro), além do teatro Cidade Cenográfica.

## Geografia

### Vegetação
A caatinga é a vegetação predominante na região, mas há regiões onde se verifica a mistura com cerrado, também. Na agricultura, os destaques são a castanha de caju e a mandioca, tendo grande destaque na produção de cajuína. Exporta óleos de amêndoas e babaçu, algodão em pluma e arroz.

### Clima
Justamente por se localizar no interior do estado, Floriano apresenta clima tropical semiárido. As temperaturas ficam entre 22 °C e 37 °C e as chuvas são mais escassas do que no norte do Piauí - com período seco de seis meses. As chuvas predominam entre os meses de novembro e abril. Segundo dados do Instituto Nacional de Meteorologia, desde 1970 a menor temperatura registrada em Floriano foi de 15 °C em 4 de julho de 1996 e a maior atingiu 41,8 °C em 20 de novembro de 2005. O maior acumulado de precipitação em 24 horas chegou de 164,4 mm em 1° de outubro de 1973, seguido por 164 mm em 27 de dezembro de 1977 e 152,2 mm em 22 de outubro de 1974.
| Dados climatológicos para Floriano                                                             | Dados climatológicos para Floriano | Dados climatológicos para Floriano | Dados climatológicos para Floriano | Dados climatológicos para Floriano | Dados climatológicos para Floriano | Dados climatológicos para Floriano | Dados climatológicos para Floriano | Dados climatológicos para Floriano | Dados climatológicos para Floriano | Dados climatológicos para Floriano | Dados climatológicos para Floriano | Dados climatológicos para Floriano | Dados climatológicos para Floriano |
| Mês                                                                                            | Jan                                | Fev                                | Mar                                | Abr                                | Mai                                | Jun                                | Jul                                | Ago                                | Set                                | Out                                | Nov                                | Dez                                | Ano                                |
| ---------------------------------------------------------------------------------------------- | ---------------------------------- | ---------------------------------- | ---------------------------------- | ---------------------------------- | ---------------------------------- | ---------------------------------- | ---------------------------------- | ---------------------------------- | ---------------------------------- | ---------------------------------- | ---------------------------------- | ---------------------------------- | ---------------------------------- |
| Temperatura máxima recorde (°C)                                                                | 39,8                               | 37,5                               | 36,5                               | 37,4                               | 37,9                               | 38                                 | 38,3                               | 39,9                               | 41,4                               | 41,3                               | 41,8                               | 41                                 | 41,8                               |
| Temperatura máxima média (°C)                                                                  | 32,7                               | 32,2                               | 32,3                               | 32,7                               | 33,5                               | 34,2                               | 34,9                               | 36,3                               | 37,6                               | 37,7                               | 35,7                               | 34,1                               | 34,5                               |
| Temperatura média compensada (°C)                                                              | 27,1                               | 26,7                               | 26,7                               | 27,1                               | 27,3                               | 27,5                               | 28                                 | 29,4                               | 30,8                               | 31                                 | 29,5                               | 28,2                               | 28,3                               |
| Temperatura mínima média (°C)                                                                  | 22,8                               | 22,6                               | 22,8                               | 22,8                               | 22,4                               | 21,8                               | 22,1                               | 23,3                               | 24,6                               | 25,1                               | 24,3                               | 23,5                               | 23,2                               |
| Temperatura mínima recorde (°C)                                                                | 18                                 | 17,2                               | 18,7                               | 19                                 | 18                                 | 16                                 | 15                                 | 15,7                               | 18,3                               | 20,2                               | 18,8                               | 18,6                               | 15                                 |
| Precipitação (mm)                                                                              | 187                                | 164                                | 183,3                              | 127,9                              | 51,9                               | 6,1                                | 4,3                                | 0,5                                | 11,9                               | 49                                 | 77,4                               | 119,1                              | 982,4                              |
| Dias com precipitação (≥ 1 mm)                                                                 | 13                                 | 13                                 | 14                                 | 10                                 | 5                                  | 1                                  | 0                                  | 0                                  | 1                                  | 4                                  | 7                                  | 9                                  | 77                                 |
| Umidade relativa compensada (%)                                                                | 77,9                               | 80,3                               | 81,6                               | 78,8                               | 70,6                               | 59                                 | 48,9                               | 42,6                               | 40,3                               | 46,4                               | 60,2                               | 69,1                               | 63                                 |
| Insolação (h)                                                                                  | 163,6                              | 150,8                              | 170,1                              | 201,9                              | 249,8                              | 271,9                              | 295,6                              | 318,1                              | 297,6                              | 277,7                              | 219,1                              | 198,9                              | 2 815,1                            |
| Fonte: INMET (normal climatológica de 1991-2020; recordes de temperatura: 01/11/1970-presente) |                                    |                                    |                                    |                                    |                                    |                                    |                                    |                                    |                                    |                                    |                                    |                                    |                                    |

### Localização
| Noroeste: Barão de Grajaú (MA) | Norte: Amarante e Barão de Grajaú (MA) | Nordeste: Francisco Ayres                                                           |
| Oeste: Jerumenha               |                                        | Leste: Francisco Ayres, Nazaré do Piauí,São Francisco do Piauí ,e São José do Peixe |
| Sudoeste: Jerumenha            | Sul: Itaueira e Flores do Piauí        | Sudeste: São José do Peixe                                                          |

## Demografia
Distribuição étnica de Floriano (censo de 2022)

### População
Sua população, segundo o censo de 2022 do IBGE, era de 62 036 habitantes, enquanto a sua área territorial é 3.407,979 km², contabilizando uma densidade demográfica de 18,20 hab/km². Do total de habitantes, 45,7% (29 483) se identificam com o sexo masculino, e 52,4% (32 553) com o sexo feminino. A maior parte da população se autodeclara parda, com mais de 60%, seguido de pretos e brancos com 20% e 18% respectivamente. Apenas poucas centenas de pessoas na cidade se consideram amarelos ou indígenas, somando aproximadamente 0,5% da população total.
A cidade foi originalmente populada por imigrantes árabes, em sua maioria sírios e libaneses, que vieram à região a fim de fugir do Império Otomano. No total somam mais de 80 famílias que chegaram na cidade na época. No entanto não se vê um impacto muito grande na demografia da cidade, visto que embora sua influência cultural tenha sido considerável, a população árabe se mostrou cada vez menos numerosa ao longo das décadas quando comparada ao resto do povo florianense.

### Desenvolvimento
Tem o segundo maior IDH do Piauí, com 0,700, atrás apenas de Teresina, o único outro município do estado com um índice considerado alto, com 0,751.

## Bibliotecas
- Biblioteca Setorial do CAFS (UFPI)[18]
- Biblioteca do Campus Floriano (IFPI)[19]

## Universidades
A cidade conta com cinco instituições que oferecem cursos de graduação superior:
- Universidade Federal do Piauí (UFPI);
- Instituto Federal do Piauí (IFPI);
- Universidade Estadual do Piauí (UESPI);
- Faculdade de Ensino Superior de Floriano (FAESF);
- Unicesumar (EaD);

## Política

### Intendentes e ex-prefeitos
| Nº | Prefeito                              | Fotografia  | Mandato                                                             | Partido          | Ref.          |
| -- | ------------------------------------- | ----------- | ------------------------------------------------------------------- | ---------------- | ------------- |
| 1  | João Francisco Pereira de Araújo      |             | 1897 - 1900                                                         |                  | [ 20 ]        |
| 2  | Raimundo Borges da Silva              |             | 1901 a 1904                                                         |                  | [ 21 ]        |
| 2  | Raimundo Borges da Silva              | 1909 - 1912 |                                                                     |                  | [ 21 ]        |
| 3  | Eurípedes Clementino de Aguiar        |             | 1913 - 1916                                                         | title text=UDN   | [ 22 ]        |
| 4  | Antonio Luis de Arêa Leão             |             | 1922 - 1925                                                         |                  | [ 20 ]        |
| 5  | Fernando de Oliveira Marques          |             | 1926 - 1930                                                         |                  | [ 20 ]        |
| 6  | Cirilo Martins                        |             |                                                                     |                  | [ 20 ]        |
| 7  | João Rodrigues Vieira                 |             |                                                                     |                  | [ 20 ]        |
| 8  | Teodoro Ferreira Sobral               |             | 1931 - 1934                                                         | title text=PSD   | [ 20 ]        |
| 9  | Osvaldo da Costa e Silva              |             | 1935 - 1938                                                         | title text=PSD   | [ 20 ]        |
| 10 | Gonçalo Teixeira Nunes                |             | 1939 - 1942                                                         | title text=UDN   | [ 20 ]        |
| 11 | Djalma José Nunes                     |             | 1945 a 1947                                                         |                  | [ 20 ]        |
| 12 | Luiz Raimundo de Castro               |             |                                                                     |                  | [ 20 ]        |
| 13 | Raimundo José Martins de Araújo Costa |             |                                                                     |                  | [ 20 ]        |
| 14 | Sebastião Martins de Araújo Costa     |             | 1947 - 1950                                                         | N.I.             | [ 23 ]        |
| 15 | Tibério Barbosa Nunes                 |             | 1951 - 1954                                                         | title text=UDN   | [ 23 ]        |
| 16 | Sebastião Martins de Araújo Costa     |             | Faleceu quando eleito em 1954                                       | N.I.             | [ 20 ]        |
| 17 | Herbrand Ribeiro Gonçalves            |             | 1955 - 1958                                                         |                  | [ 20 ]        |
| 18 | Francisco Antão dos Reis              |             | 1959 - 1962                                                         | title text=UDN   | [ 23 ]        |
| 19 | Fauzer Bucar                          |             | Faleceu quando eleito em 1962, substituído pelo vice Hermes Pacheco | N.I.             | [ 20 ]        |
| 20 | Hermes Pacheco                        |             | 1962 - 1966                                                         |                  | [ 20 ]        |
| 21 | Tibério Barbosa Nunes                 |             | 1967 - 1970                                                         | title text=ARENA | [ 23 ]        |
| 22 | José Bruno dos Santos                 |             | 1971 - 1974                                                         | title text=MDB   | [ 23 ]        |
| 23 | Manoel Simplício da Silva             |             | 1975 - 1978                                                         | title text=ARENA | [ 23 ]        |
| 24 | Adelmar Pereira da Silva              |             | 1979 - 1982                                                         | title text=ARENA | [ 23 ]        |
| 25 | Manoel Simplício da Silva             |             | 1983 - 1986                                                         | title text=PDS   | [ 23 ]        |
| 26 | José Leão Azevedo de Carvalho         |             | 1989 - 1992                                                         | title text=PFL   | [ 23 ]        |
| 27 | Manoel Simplício da Silva             |             | 1993 - 1996                                                         | title text=PTB   | [ 23 ]        |
| 28 | José Leão Azevedo de Carvalho         |             | 1997 - 2000                                                         | title text=PFL   | [ 23 ]        |
| 28 | José Leão Azevedo de Carvalho         | 2001 - 2004 |                                                                     | title text=PFL   | [ 23 ]        |
| 29 | Joel Rodrigues da Silva               |             | 2005 - 2008                                                         | title text=PP    |               |
| 30 | Gilberto Carvalho Guerra Júnior       |             | 2013 - 2016                                                         | title text=PSB   | [ 24 ]        |
| 31 | Joel Rodrigues da Silva               |             | 2016 - 2019                                                         | title text=PP    | [ 25 ]        |
| 31 | Joel Rodrigues da Silva               | 2020 - 2021 |                                                                     | title text=PP    | [ 25 ]        |
| 32 | Antônio Reis Neto                     |             | 2021 - 2024                                                         | title text=PSD   | [ 26 ] [ 27 ] |
| 32 | Antônio Reis Neto                     | 2025 - 2028 |                                                                     | title text=PSD   | [ 26 ] [ 27 ] |

## Comunicações

### Jornais e Revistas
- Jornal Perfil (circula desde 2006)
- Jornal Voz de Floriano (circula desde 1992)
- Jornal O Gurguéia (circulou de 1993 a 2000)
- Revista Fonte (circulou de abril de 2007 a outubro de 2010)

### Telefonia Móvel
Hoje, Floriano conta com três linhas de telefonia móvel:
| Operadora | Internet                                              |
| --------- | ----------------------------------------------------- |
| Claro     | 2G (GPRS) • 2,5G (EDGE) • 3G (UMTS / HSPA) • 4G (LTE) |
| TIM       | 2G (GPRS) • 2,5G (EDGE) • 3G (UMTS / HSPA) • 4G (LTE) |
| Vivo      | 2G (GPRS) • 2,5G (EDGE) • 3G (UMTS / HSPA) • 4G (LTE) |

## Galeria

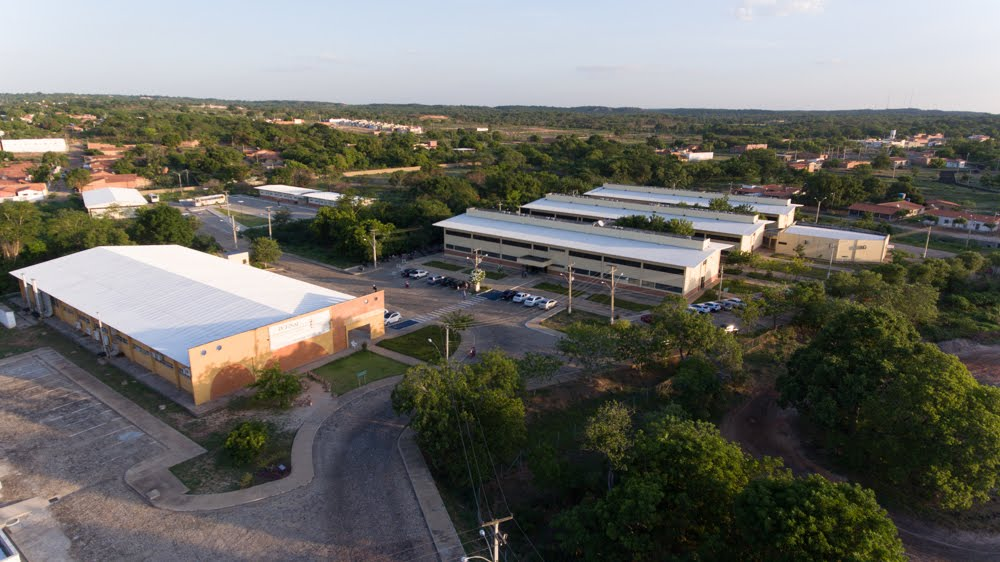
Campus Amilcar Ferreira Sobral da UFPI
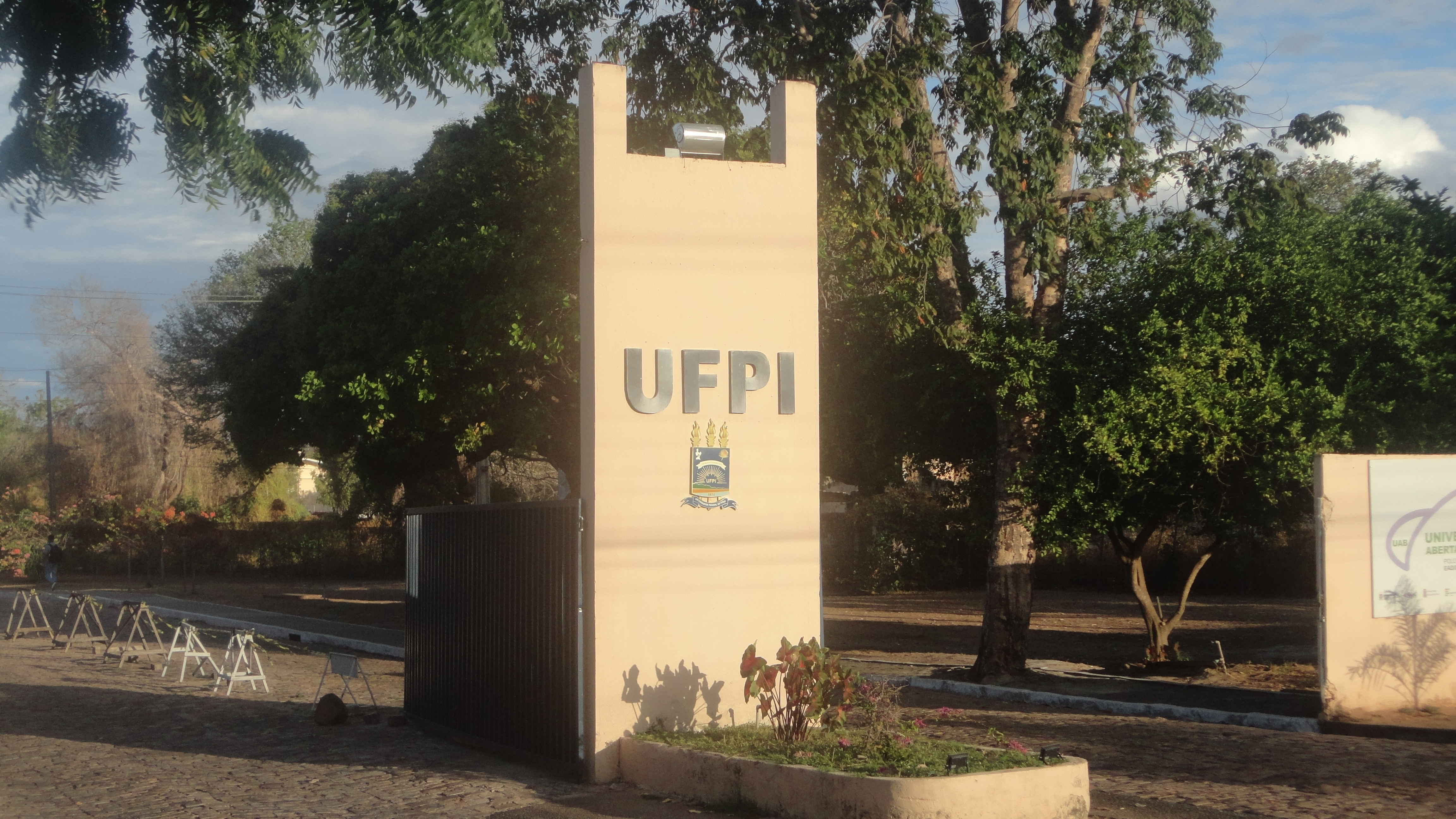
Entrada do Campus Amilcar Ferreira Sobral da UFPI
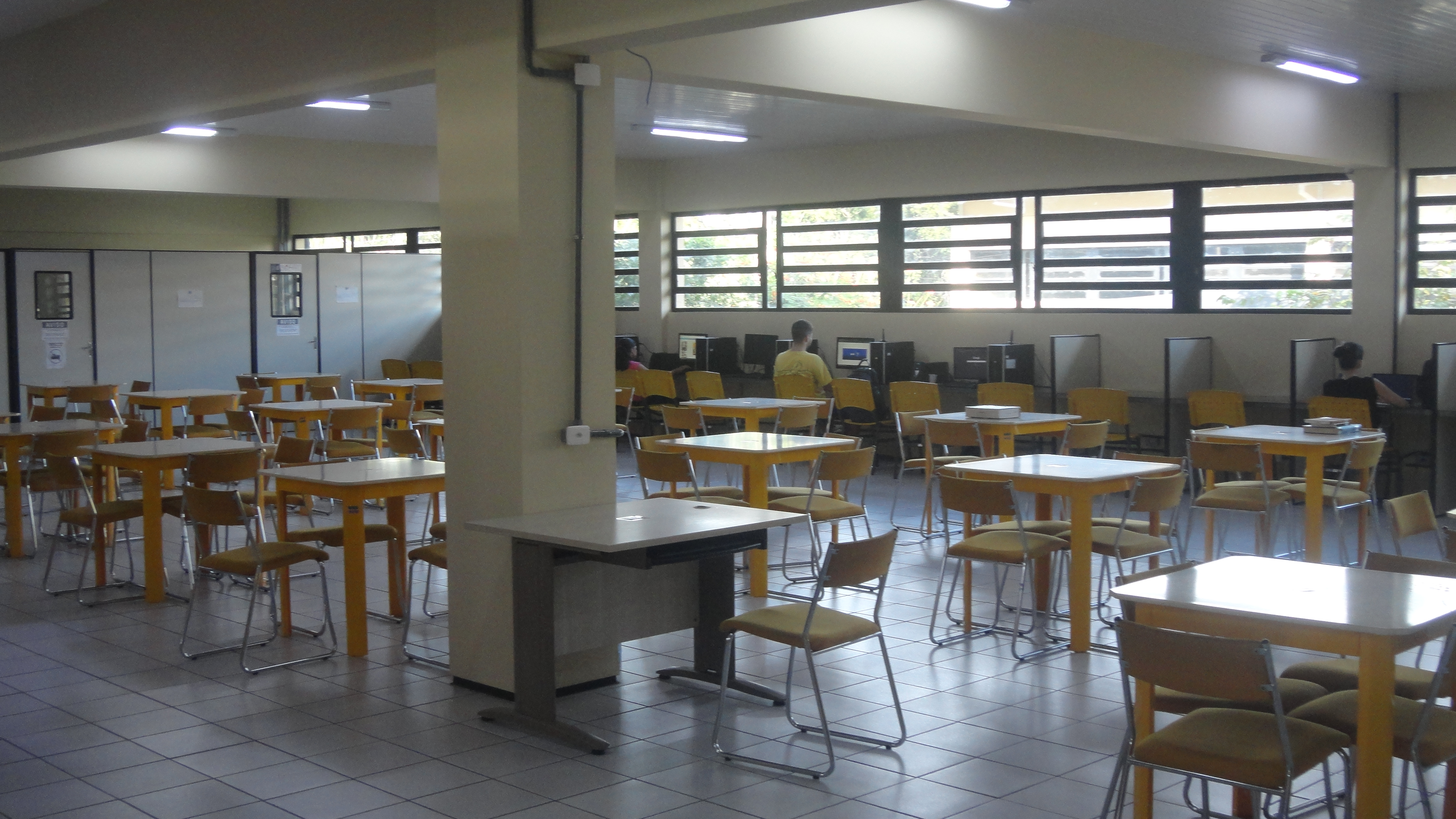
Biblioteca Setorial de Floriano, UFPI
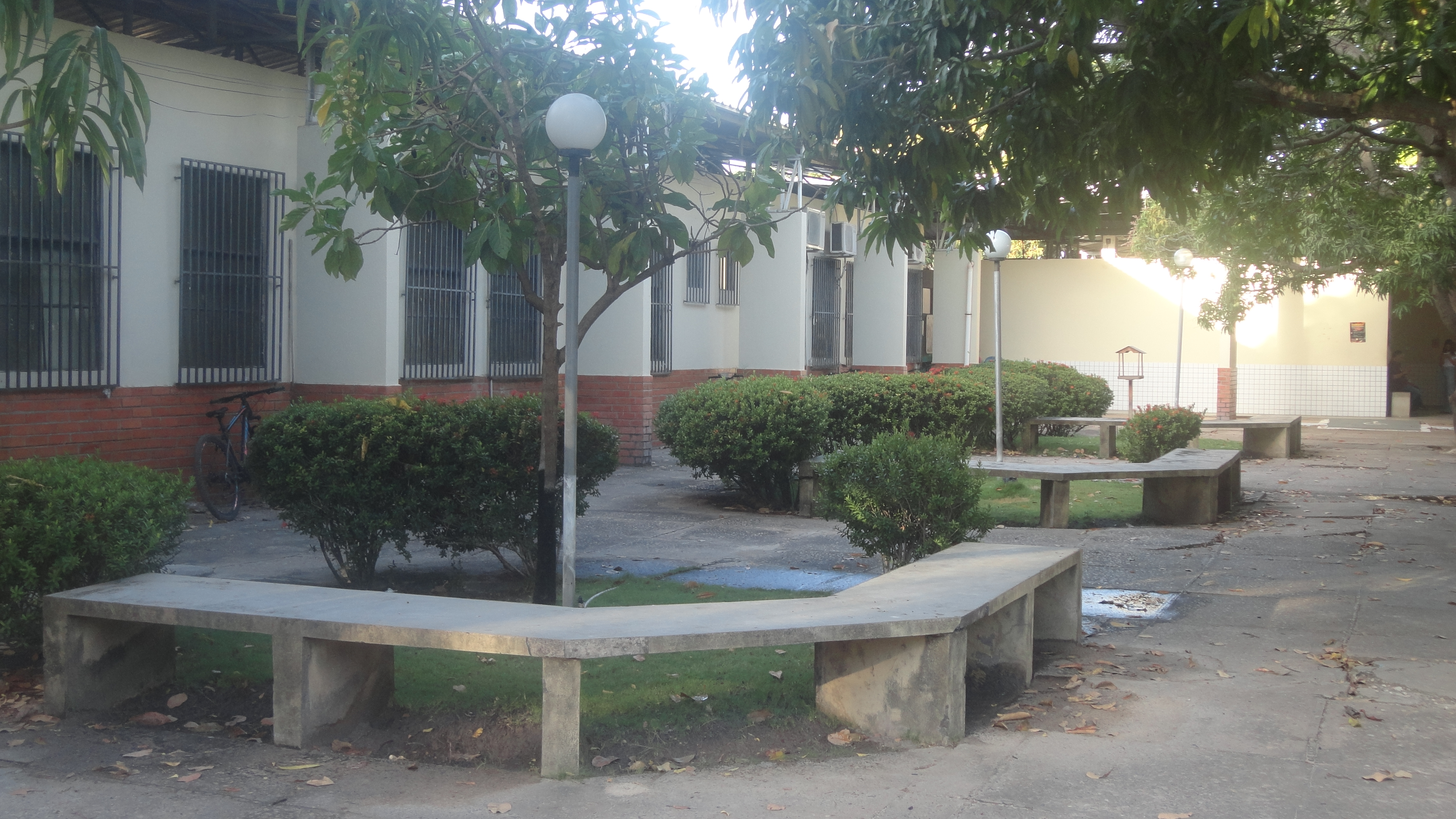
Colégio Técnico de Floriano
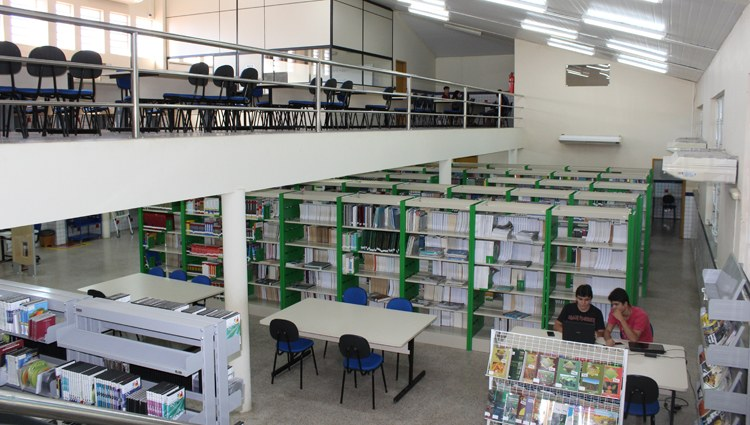
Biblioteca do Instituto Federal do Piauí
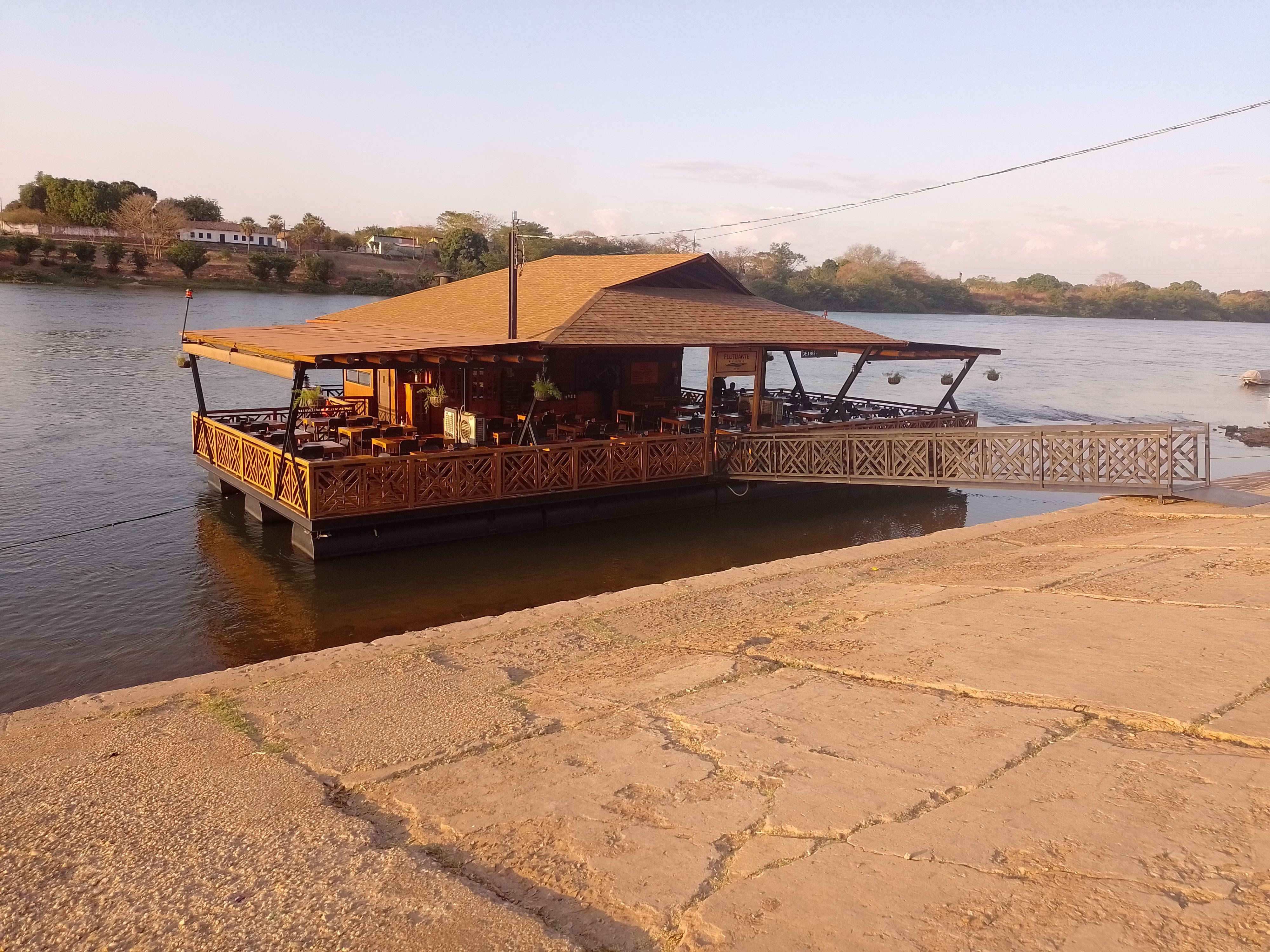
Restaurante Flutuante, no Rio Parnaíba